# Канонерская лодка

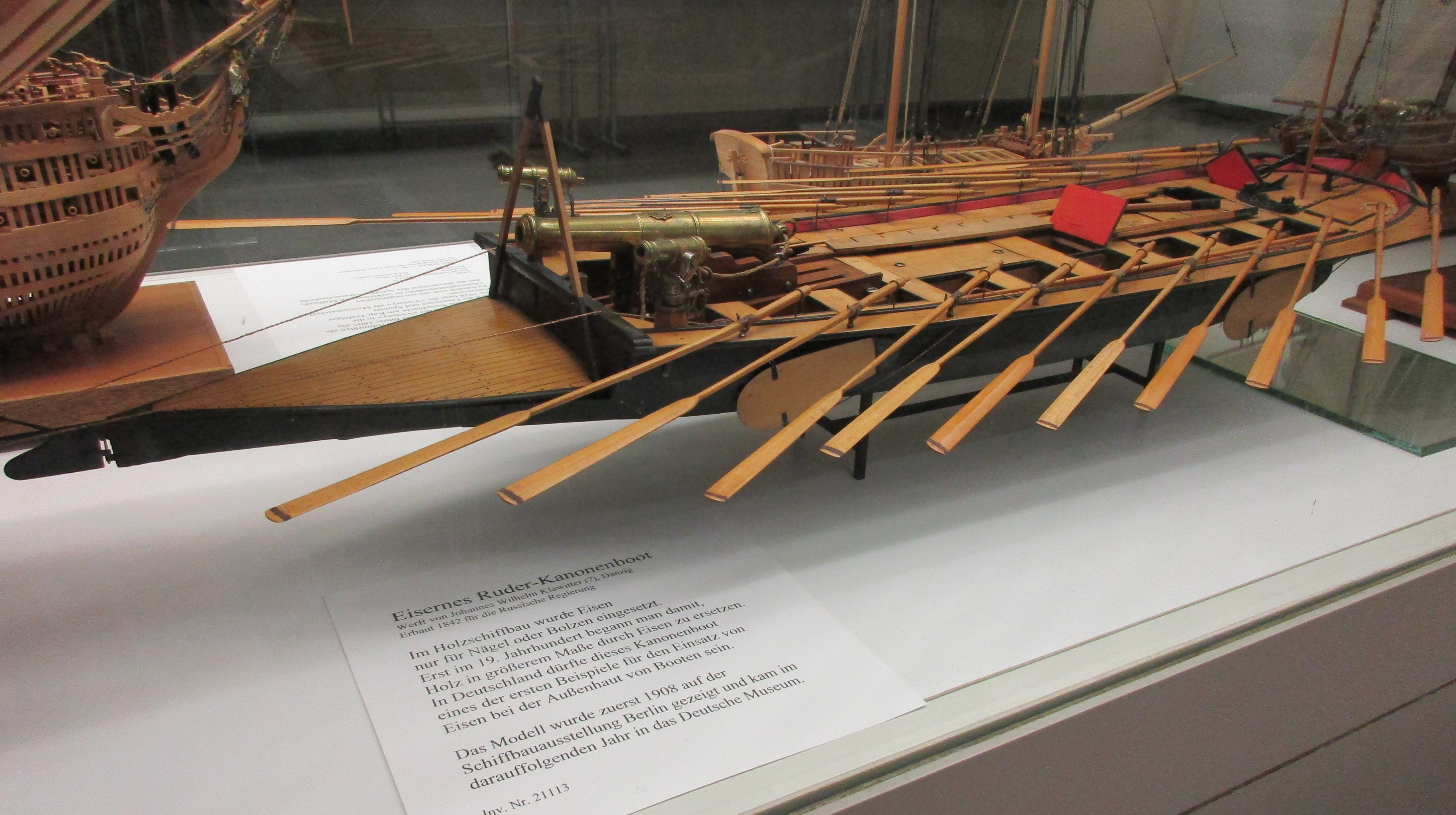
Гребная канонерская лодка с железным корпусом, построенная в 1842 году в Данциге на верфи Иоганна Вильгельма Клавиттера по заказу правительства Российской империи и вооружённая тремя носовыми и одним кормовым орудием. Модель в Немецком Музее, Мюнхен (ФРГ)

Каноне́рская ло́дка (каноне́рка, канло́дка, от нем. Kanonier — «артиллерист») — класс небольших боевых кораблей с артиллерийским вооружением, предназначенных для боевых действий на реках, озёрах и в прибрежных морских районах, охраны гаваней.

## История
Исторически в эпоху парусного флота «канонерскими лодками» называли крупные шлюпки или небольшие парусно-гребные суда с установленным на носу одним-тремя крупными орудиями. Впервые введены французами в XVII веке (1646), применялись при бомбардировке Дюнкерка, представляли собой 30—40-вёсельные шлюпки с двумя-тремя большими пушками.

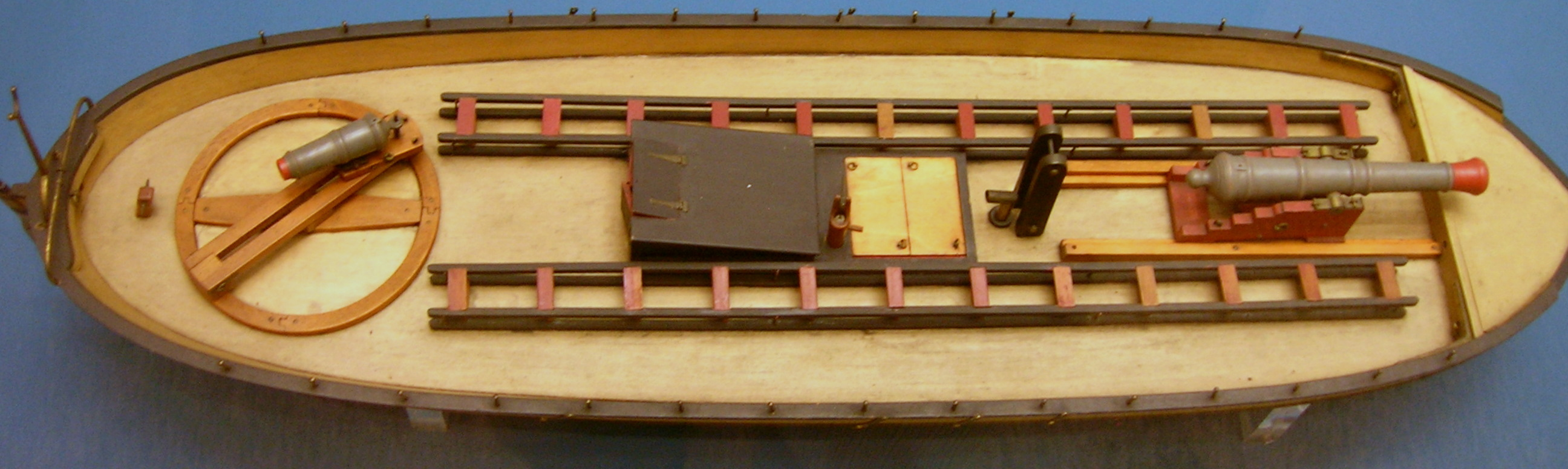
Модель канонерской лодки с 24-фунтовой пушкой и карронадой, 1808 год

В русском флоте канонерские лодки появились во время войны со Швецией 1788—1790 годов и составляли основу гребного флота. Этот класс судов оказался наиболее эффективным в парусно-гребном флоте. Русские канонерки имели 7—15 пар вёсел, вооружались фальконетами и имели от одного до трёх крупнокалиберных орудий.

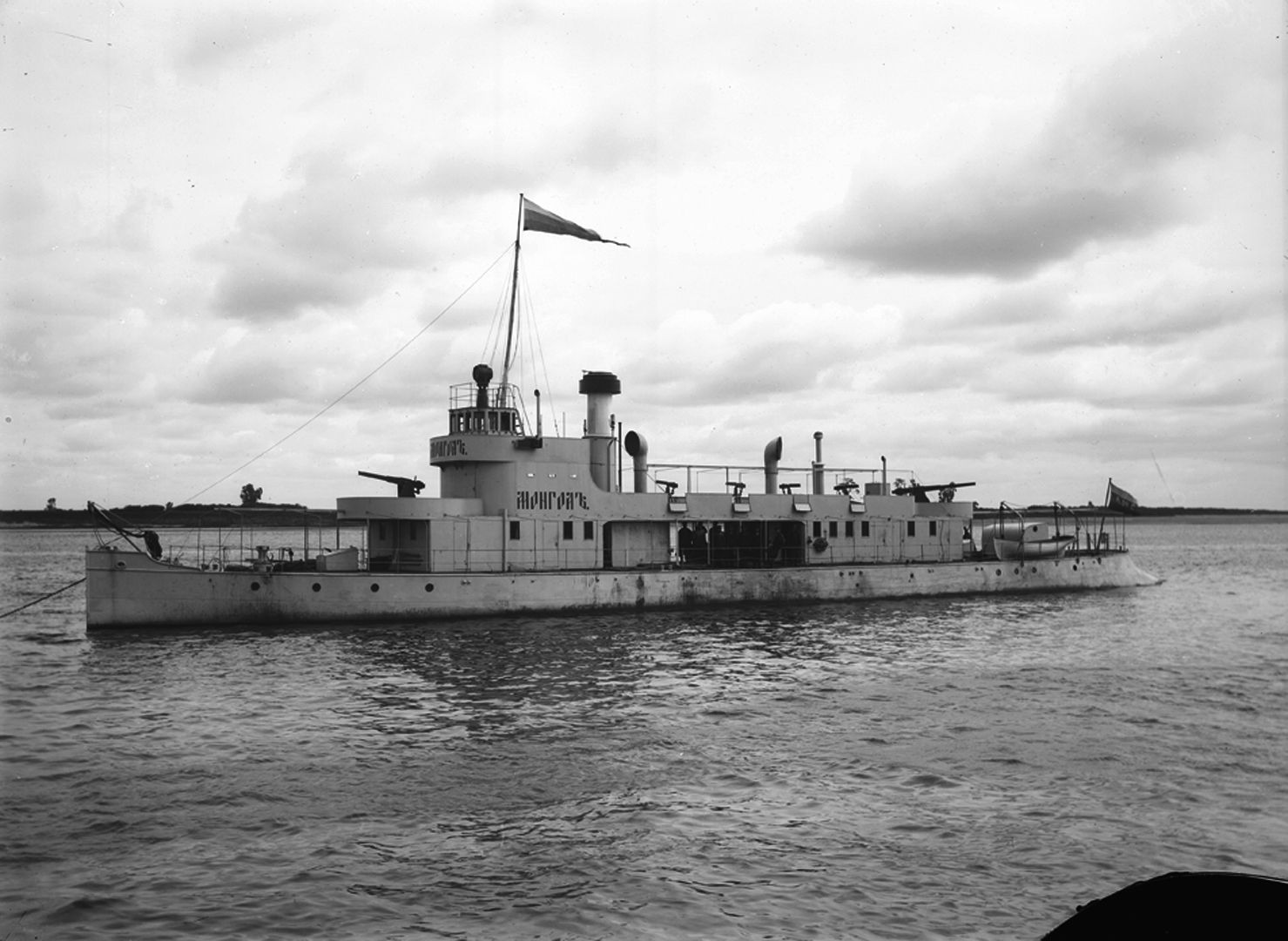
Русская речная канонерская лодка «Монгол» на Амуре (1911)

В эпоху парового флота «канонерка» — артиллерийский корабль для действий на реках, в шхерах, в прибрежной зоне. Могли исполнять функции береговой обороны, обороны портов, эстуариев рек, борьбы с десантом, поддержки своих войск на берегу, поддержки высадки своих десантов и другие вспомогательные задачи (демонстрация флага в колониях, эскорт, перевозка грузов). Могли быть специальной постройки, переоборудованные; броненосные, бронепалубные, небронированные, торпедные (будущие миноноски). В России первые паровые канонерские лодки (так называемые «шестаковки») стали строиться во время Крымской войны, и впоследствии широко применялись как в акваториях морей и океанов, так и в составе речных флотилий.
В России первыми в мире, с 1907 года, на бронированные речные корабли поставили дизельные двигатели. Башенные канонерские лодки типа «Шквал», оснащённые современными крупнокалиберными артиллерийскими системами, с дизельными двигателями мощностью в 1000 лошадиных сил и радиусом действия до 3000 миль, показали себя лучшими в мире речными кораблями на то время.

## Виды и типы
- винтовые канонерские лодки[5];
- гребные канонерские лодки[5];
- речные канонерские лодки:

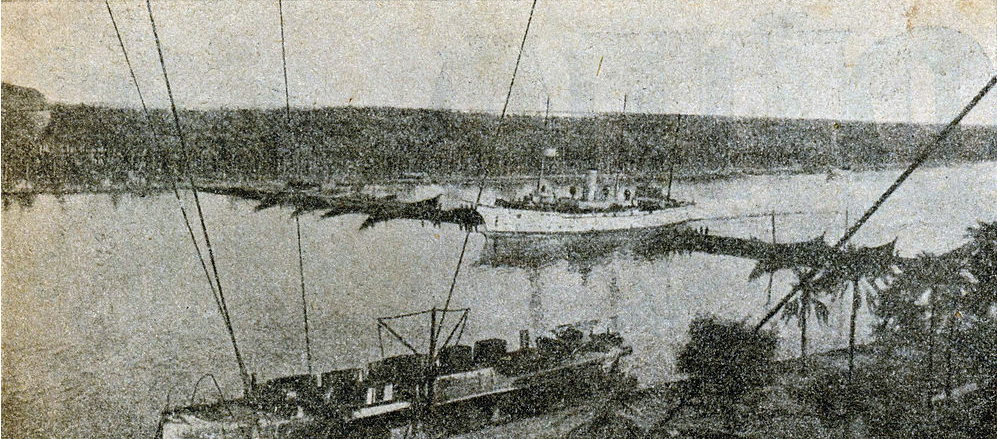
Английская канонерская лодка в устье Евфрата, 1915 год

  - речные канонерские лодки 2-го ранга,
  - речные канонерские лодки 3-го ранга;
- морские (мореходные) канонерские лодки;
- броненосные канонерские лодки[6].

## Характеристика
В разные периоды истории имели разные характеристики.

### Водоизмещение
Водоизмещение:
- речные канонерские лодки — до 1500 тонн;
- мореходные канонерские лодки — до 3000 тонн.

### Скорость хода
Скорость хода: от 3 до 20 узлов.

### Вооружение
Вооружение: 1—4 орудия главного калибра и/или до 10 орудий малого и/или среднего калибра, позже и/или автоматические зенитные пушки и пулемёты.

## В кино
- «Песчаная галька» (англ. The Sand Pebbles) — режиссёр Роберт Уайз (США, 1966).